# Maščobe
Maščobe (živalsko maščobo v prehrani imenujemo mast) in maščobna olja so organske kemijske spojine, ki imajo velik pomen v zgradbi živih bitij. Po kemijski razvrstitvi so tri-estri alkohola glicerola (propan-1,2,3-triol) z radikali višjih maščobnih kislin. IUPAC priporoča za to vrsto organskih spojin ime triacilglicerini, starejše poimenovanje pa je »trigliceridi«. »Lipidi« je ime za širšo skupino organskih spojin, ki vključuje maščobe. Značilno za maščobe je, da se ne topijo v vodi, se pa topijo v organskih topilih. Masti se od olj ločijo po tem, da so pri sobni temperaturi v trdnem stanju, maščobna olja pa so tekoča. »Olje« je splošnejše poimenovanje od »maščobnega olja« in vključuje vse kapljevine s podobnimi fizikalnimi lastnostmi. Mast pogosto ni povsem trdna, temveč mazava. 

## Vloga maščob
Maščobe so v živih bitjih pomembne tako za zgradbo kot za presnovo. Maščobne kisline so ključna sestavina fosfolipidov, ki gradijo celično membrano (tudi plazmalemo). Živa bitja v maščobah shranjujejo energijo. 
Strukturna in funkcionalna uporabnost maščob je povezana z njihovimi fizikalno-kemičnimi lastnostmi, npr. usmerjeno odbojnostjo do vode. Maščobe so tudi topila za nekatere nujne prehranske sestavine, npr. za vitamine A,  D, E, in K. Brez maščob telo teh vitaminov ne bi moglo sprejemati. 
Maščobe so nujna sestavina človeške prehrane, saj telo potrebuje nekatere maščobne kisline, ker jih samo ne more izgraditi - te imenujemo esencialne maščobne kisline (na primer arahidonska kislina). V sodobni prehrani dajemo prednost rastlinskim oljem; zlasti tistim, ki vsebujejo nenasičene maščobne kisline. Nekoč so veliko več jedli živalske maščobe, kot so smetana, maslo, slanina, zaseka. Živalske maščobe omogočajo preživetje ljudem v mrzlih krajih (Eskimom na Arktiki in visokogorskim ljudstvom). Iz maščob dobimo dvakrat toliko energije na enoto mase kot iz ogljikovih hidratov in beljakovin.

## Maščobne kisline
Maščobne kisline so poglavitni sestavni deli lipidov, na primer v maslu, mesu in oljih. Če se maščobe ali olja v hrani razcepijo, nastanejo maščobne kisline. Delimo jih v nasičene in nenasičene. Maščobne kisline med sabo razlikujejo po dolžini ogljikovodikovih verig, pa tudi po tem, kako enakomerno so v verigi porazdeljeni atomi vodika.
Nasičene se imenujejo zato, ker vsak njihov krak zaseda partner. So tako rekoč site in zato se prav malo zanimajo za nove povezave in nadaljnjo presnovo. Ali z drugimi v besedami: presnovno niso dejavne, in če so vključene v trigliceride, ki pristanejo v trebušnem maščevju, tam tudi obtičijo. Največ jih najdemo v maščobah živaskega izvora, torej v mesu, mesnih izdelkih in tudi v maslu. 
Nenasičene pa imajo več ali manj prostih, torej nezasedenih krakov. Takoj ko zaidejo v presnovo, dobesedno hlastajo po kakšnem partnerju. Zato so v presnovnem procesu zelo dejavne in živahne. Največ nenasičenih maščob najdemo v oljih rastlinskega izvora, rastlinah, bogatih z maščobami, in v morskih ribah.